# Филип (син на Александър I)
Вижте пояснителната страница за други личности с името Филип.
Филип или Менелай (на старогръцки: Φίλιππος) е принц и престолонаследник на Древна Македония от династията Аргеади.
Филип е внук на цар Аминта I и Евридика. Той е най-големият син и престолонаследник на Александър I, царят на Македония, и брат на Алкет II, Пердика II и на Стратоника, която става 429 г. пр. Хр. съпруга на Севт I.
Племенникът му Архелай I убива чичо си Алкет II. Пердика II изгонва през 434 г. пр. Хр. своя по-голям брат и легитимен престолонаследник Филип от Македония и става цар. Филип бяга при Ситалк, царят на Одриска Тракия. През следващато време Филип участва в различни експедиции против Пердика II.
През началото на Пелопонеската война Атина се съюзява с Филип и Дердас I Елимийски. През 432 г. пр. Хр. Атина изпраща пълководеца Архестрат в Македония заедно с Филип и братята на Дердас против Пердика. Те побеждават в битката при Потидея. Те завладяват Терме и когато обсаждаждат Пидна, Пердика слкючва с тях мир. Когато Архестрат тръгва да обсажда Потидея, македонците се отдръпват от него и помагат на Аристей и Потидея.
Филип е баща на цар Аминта II († 393 г. пр. Хр.).